# Prix de l'École de l'image
Le Prix de l'École européenne supérieure de l'image (anciennement Prix de l'École de l'image) est un prix décerné chaque année en marge du festival international de la bande dessinée d'Angoulême de 1995 à 2011 puis à nouveau depuis 2017. Il récompensait initialement un auteur ou une structure pour son apport à l'histoire de la bande dessinée. Les lauréats étaient choisis par un jury interne à l'École européenne supérieure de l'image auquel participaient notamment les trois professeurs de bande dessinée de l'école (Dominique Hérody, Gérald Gorridge, Thierry Smolderen), mais aussi des représentants des étudiants ou encore des personnalités extérieures à l'école comme Coco en 2017 ou Anne Simon en 2018. Le lauréat recevait un cadeau personnalisé et l'EESI lui dédiait une exposition dans l'année qui suivait. 
Depuis 2017 le Prix de l’École européenne supérieure de l’image distingue des autrices et auteurs – jeunes ou confirmé·es, pour leur contribution au champ de la bande dessinée ou du dessin contemporain. Prise de risque, singularité, finesse, engagement, audace, esprit, recherche, tels sont les critères qui s’appliquent au choix des lauréat·es,[Interprétation personnelle ?] dont chacun·e fait l’objet d’une exposition dans les murs de l’école. Depuis 2019, l’ÉESI et la Fondation d’entreprise Martell, chacune très soucieuse de soutenir la jeune création[Interprétation personnelle ?], se sont associées pour décerner ce prix à l’occasion du Festival International de la Bande Dessinée d’Angoulême.

## Prix de l'ÉESI 2020:Oriane Lassus
Le jury de l’édition 2020, présidé par le dessinateur Dominique Bertail, a choisi de primer Oriane Lassus, ancienne élève de l’Académie royale des Beaux-Arts de Bruxelles qui vit et travaille aujourd’hui à Lyon.

## Liste des lauréats
- 1995 : José Muñoz
- 1996 : l'Association
- 1997 : Daniel Goossens
- 1998 : Chris Ware
- 1999 : Marc-Antoine Mathieu
- 2000 : David B. (lot : un beau livre sur l'archéologie)
- 2001 : Carlos Nine
- 2002 : Nicolas de Crécy (lot : une monographie publiée par les Éditions de l'an 02)
- 2003 : Francis Masse
- 2004 : David Prudhomme
- 2005 : Martin Tom Dieck[1]
- 2006 : Dick McGuire[2]
- 2007 : Ben Katchor[3]
- 2008 : Kiriko Nananan
- 2009 : Jochen Gerner[4]
- 2010 : Dominique Goblet[5]
- 2011 : David Kramer[6]
- 2017 : Benoit Guillaume[7]
- 2018 : Amandine Meyer[8]
- 2019 : Yvan Guillo - Samplerman
- 2020 : Oriane Lassus[9]
- 2022 : François Henninger